# Rosario Dawson
Pour les articles homonymes, voir Dawson.
Ne doit pas être confondu avec Roxann Dawson.
Rosario Dawson, née le 9 mai 1979 à New York, est une actrice américaine.
Elle est révélée à la fin des années 1990 par deux films indépendants : Kids, de Larry Clark et He Got Game, de Spike Lee. Ce dernier la dirige une seconde fois en 2002, pour son drame La 25e Heure.
Durant les années 2000, elle tourne beaucoup, apparaissant dans les blockbusters Men in Black 2 (2002), Bienvenue dans la jungle (2003), Alexandre (2004), Sin City (2005), Boulevard de la mort (2007), la saga Percy Jackson (2010-2013) et le film d'action Unstoppable, de Tony Scott (2010).
Entre 2015 et 2019, elle incarne dans l'univers cinématographique Marvel le personnage de Claire Temple, apparu dans la série Daredevil (2015-2016) et présent également dans Jessica Jones (2015), Luke Cage (2016-2018), Iron Fist (2017) et The Defenders (2017). Depuis 2020 et la série The Mandalorian (2020-), elle incarne Ahsoka Tano, personnage majeur de l'univers canon de la franchise Star Wars, qui a droit à sa propre série en 2023.
Elle prête sa voix à plusieurs personnages dans plusieurs œuvres DC Comics, dont à Wonder Woman dans les films du DC Animated Movie Universe (2015-2020) et Batgirl dans Lego Batman, le film (2017). Elle est également la voix de Billie Lurk dans les jeux Dishonored 2 (2016) et Dishonored : La Mort de l'Outsider (2017).

## Biographie

### Enfance et formation
Rosario Dawson est née et a grandi à New York. Sa mère, Isabel Celeste est écrivaine et chanteuse, d'origine portoricaine et cubaine. Isabel avait 16 ans quand Rosario est née, elle n'a jamais épousé le père biologique de sa fille, Patrick C. Harris,. Lorsque Rosario était âgée d'un an, sa mère épousa Greg Dawson, un ouvrier du bâtiment, qui va aimer et élever Rosario comme sa propre fille. Dawson le considère depuis toujours comme son père. Rosario a un demi-frère, Clay, qui est quatre ans plus jeune.
À l'âge de 21 ans, Isabel déplace la famille dans un bâtiment abandonné, un squat sur le Lower East Side de Manhattan, où elle et son mari rénovent un appartement et installent eux-mêmes la plomberie et le câblage électrique pour le bâtiment, créant un logement abordable pour que Rosario et Clay puissent y grandir. Rosario cite cette partie de son histoire comme très instructive : « Si vous voulez quelque chose de mieux, vous devez le faire vous-même, par vos propres moyens. ».
Rosario a vécu à Garland, au Texas, pendant un an, et poursuivi ses études secondaires à la Garland High School. Isabel et Greg finissent par divorcer en 2001.

### Débuts d'actrice
Sa carrière cinématographique commence à l'improviste, lorsqu'en 1995 le réalisateur Larry Clark la rencontre dans une rue du quartier new-yorkais de Manhattan. Clark lui demande de participer au film qu'il est en train de tourner, Kids. Le succès critique du film décide Rosario à commencer une carrière d'actrice. Elle s'inscrit alors au Lee Strasberg Theatre and Film Institute.
Elle confirme son arrivée dans le cinéma américain sous la direction de Spike Lee, en 1998, avec l'acclamé He Got Game. Puis enchaîne les films indépendants, et les seconds rôles dans des comédies un peu plus grand public. Rosario Dawson a également participé à des projets discographiques, notamment avec Prince, sur l'album 1999 The New Master.
Elle chante sur la chanson Miss You, chanson enregistrée par Jay-Z et Jamie Foxx à la suite du décès de la chanteuse Aaliyah en 2001.

### Révélation et confirmation commerciale

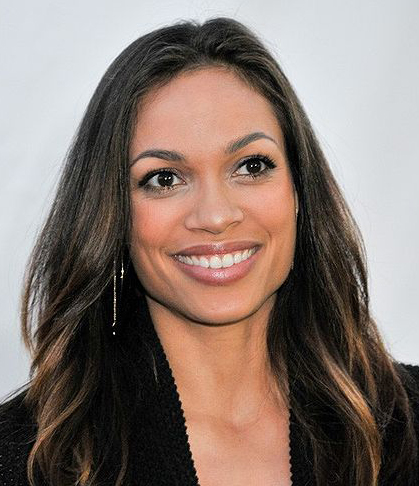
Rosario Dawson, élue Meilleure actrice dans une série télé dramatique, lors de la cérémonie des Streamy Awards, en 2009.

En 2002, elle est révélée à une audience internationale, avec le blockbuster Men in Black II, de Barry Sonnenfeld, où elle donne la réplique à la star Will Smith.
En 2003, le rappeur André 3000 l'invite à poser sa voix sur le titre She Lives In My Lap inclut dans le double album de son groupe Outkast, Speakerboxxx/The Love Below.
Cette exposition lui permet d'enchaîner les productions plus commerciales : si en la même année, elle est à l'affiche du flop historique Pluto Nash, de Ron Underwood, elle retrouve aussi Spike Lee pour le remarqué drame La 25e Heure (24 heures avant la nuit), où elle évolue aux côtés d'Edward Norton.
Parallèlement, elle garde un pied dans le cinéma indépendant avec l'intimiste This Girl's Life et le politique Le Mystificateur,
En 2003, elle évolue dans la comédie d'action Bienvenue dans la jungle, de Peter Berg, portée par la star montante The Rock, mais également le péplum Alexandre d'Oliver Stone, en 2004. Dans le même temps, elle est élue Révélation féminine de l'année, lors de l’American Black Film Festival.
L'année 2005 marque un tournant : elle fait en effet partie de la distribution de stars du très populaire blockbuster Sin City de Robert Rodriguez et de Frank Miller, qui lui permet de confirmer sa popularité auprès d'une audience adolescente.
La même année, elle renoue avec la comédie musicale pour Rent, adaptation du spectacle éponyme, signée Chris Columbus. L'actrice remporte le Satellite Awards de la meilleure actrice dans un second rôle. Parallèlement, elle porte le drame indépendant et politique This Revolution (en), de Stephen Marshall (en), qui passe cependant inaperçu.
L'année 2006 lui permet d'enchaîner deux films indépendants marquant les retours d'anciennes valeurs sûres d'Hollywood, où elle joue chaque fois la touche féminine d'univers très masculins. Tout d'abord, elle est à l'affiche de Clerks 2 suite donnée par Kevin Smith à son film culte en noir et blanc. Puis elle évolue dans le drame A Guide to Recognizing Your Saints, de Dito Montiel, aux côtés d'un Robert Downey Jr. en plein comeback, mais aussi le jeune Shia LaBeouf.
En 2007, elle confirme une aura acquise dans le cinéma de genre en participant au Boulevard de la mort de Quentin Tarantino. Elle est élue meilleure actrice dans un second rôle de l'année lors de la ShoWest Convention. Parallèlement, elle produit et mène le drame indépendant Descent, de Talia Lugacy (en), qui est néanmoins mal reçu par la critique, et sort directement en vidéo.
L'année suivante, elle participe aux grosses productions Sept vies, de Gabriele Muccino, qui lui permet de retrouver Will Smith cinq ans après Men in Black II, puis elle évolue dans le thriller d'action L'Œil du mal, de D.J. Caruso, qui lui permet cette fois de retrouver Shia LaBeouf. Ses performances sont saluées par une double nomination au titre de meilleure actrice lors de la cérémonie des BET Awards 2009. Elle est aussi sacrée meilleure actrice lors de la cérémonie des NAACP Image Awards grâce à sa performance dramatique dans Sept vies.
Il s'agit cependant de ses derniers rôles importants à Hollywood. Par la suite, elle alterne films indépendants et quelques petits rôles dans des grosses productions.
En 2009, elle prête sa voix à deux projets d'animation très différent : elle double Artemis, dans le long-métrage familial Wonder Woman, de Lauren Montgomery, puis Velvet Von Black dans la satire The Haunted World of El Superbeasto, de Rob Zombie. Pour le nouvel album West Ryder Pauper Lunatic Asylum du groupe britannique Kasabian, on peut l'entendre dans le duo avec le chanteur Tom Meighan sur le titre West Ryder Silver Bullet.
Elle accepte aussi le rôle-titre de la web-série de science-fiction Gemini Division qui lui permet de remporter le titre de Meilleure actrice dans une série télévisée dramatique lors des Streamy Awards 2009.

### Rôles réguliers et télévision

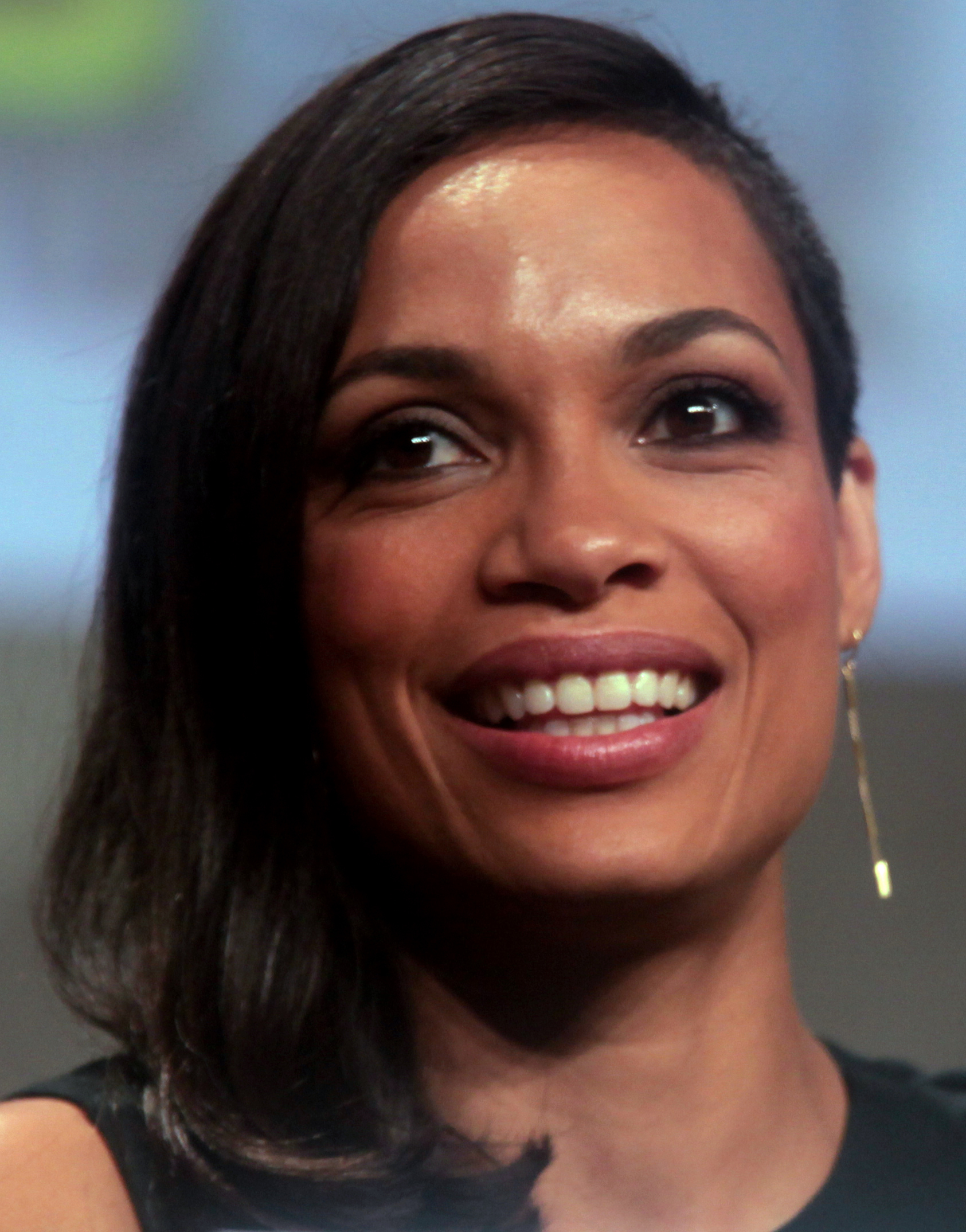
L'actrice pour la promotion de Sin City : J'ai tué pour elle, au Comic-Con de San Diego 2014.

En 2010, c'est Chris Columbus qui lui confie un rôle secondaire dans le blockbuster pour enfants Percy Jackson : Le Voleur de foudre. Elle tient aussi un rôle secondaire dans le film d'action Unstoppable, le dernier film de Tony Scott, porté par le tandem Denzel Washington / Chris Pine. Ce second projet lui permet de renouer avec la critique, tout en performant au box-office.
Entre 2011 et 2014, elle enchaîne les projets moins exposés, et surtout les échecs, comme la comédie dramatique indépendante Ten Years, de Jamie Linden, qui passe inaperçue. De même, le biopic Chavez, qui raconte la vie du syndicaliste César Estrada Chávez avec aussi America Ferrera et Michael Peña, divise la critique à sa sortie.
Se détache seulement en 2013 le thriller d'espionnage Trance, de l'oscarisé Danny Boyle. Elle en partage l'affiche avec le britannique James McAvoy et le français Vincent Cassel. Cette même année, elle reçoit un prix d'honneur pour l'ensemble de sa carrière lors de la cérémonie des ALMA Awards.

Par ailleurs, elle peut compter sur des suites à ses précédents succès : elle retrouve aussi les rôles de Perséphone et de Gail, respectivement pour Percy Jackson : La Mer des Monstres, toujours de Chris Columbus, et Sin City : J'ai tué pour elle, de Frank Miller et Robert Rodriguez. Mais les deux films déçoivent au box-office, et les projets de suites sont sérieusement compromis.

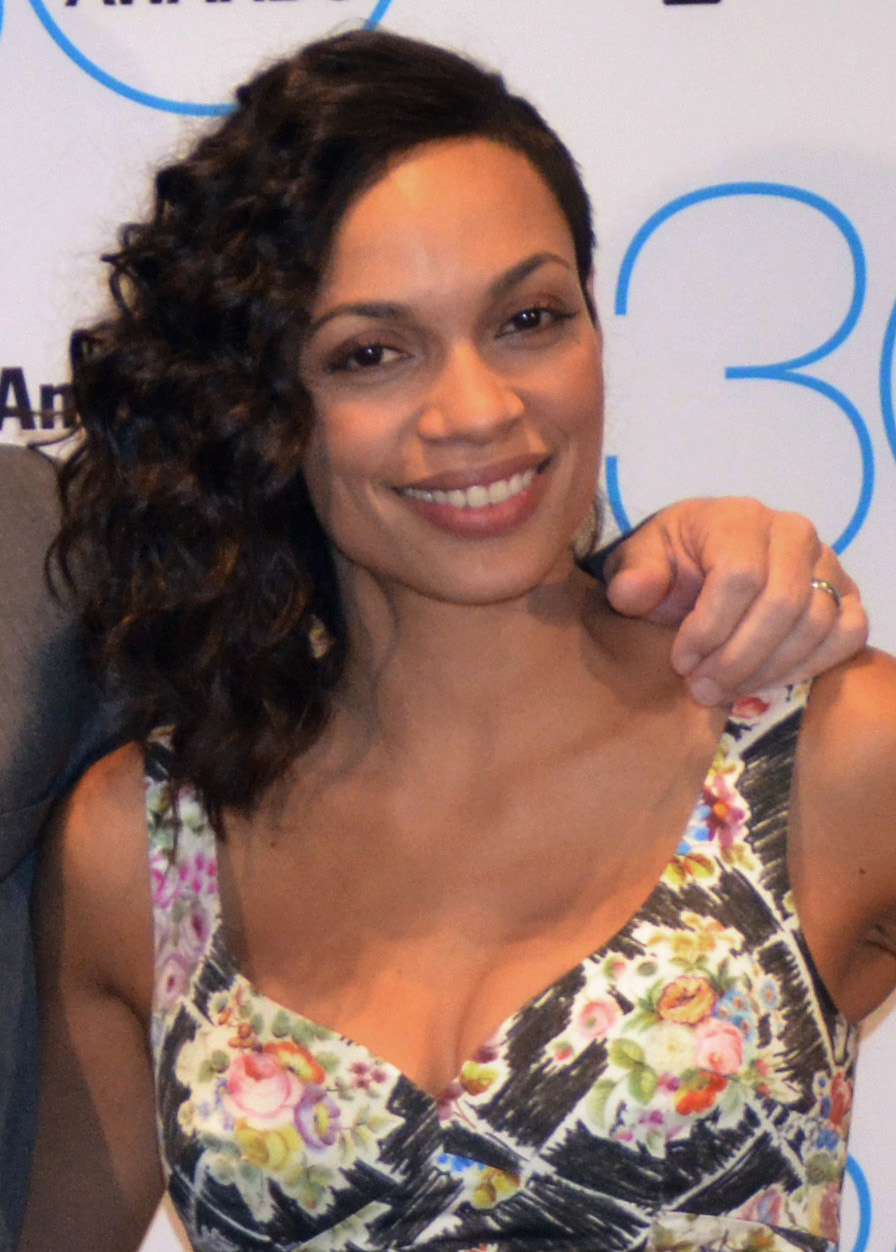
L'actrice aux Spirit Awards 2015, récompensant le cinéma indépendant américain.

En 2014, c'est avec la comédie dramatique Top Five, avec et de Chris Rock, qu'elle parvient à se faire de nouveau remarquer aux États-Unis. Mais le thriller Captives présenté au Festival de Cannes 2014, et porté par Ryan Reynolds, est un flop critique et commercial.
Par la suite, elle prête sa voix dans des films d'animation, et accepte un rôle dans une série télévisée.
En 2015, alors qu'elle apparaît dans une comédie policière indépendante, Des Portoricains à Paris, avec notamment l'actrice française Alice Taglioni, elle accepte donc le rôle secondaire de Claire Temple dans la série d'action Daredevil, produite par Marvel pour Netflix.
La deuxième saison de la série, centrée sur le Punisher, accorde finalement une place réduite au personnage de Claire Temple, avec seulement 3 épisodes. En revanche, la première saison de la série dérivée Luke Cage, créée par Cheo Hodari Coker et diffusée depuis le 30 septembre 2016 sur Netflix, lui accorde une place importante, apparaissant à l’écran dans 8 épisodes de celle-ci.
Face à l'engouement suscité par l'univers Marvel à la télévision, son personnage apparaît également dans six épisodes des séries Iron Fist et The Defenders, la série qui regroupe les différents héros de l'univers Marvel, considérée comme l'équivalent des Avengers pour le petit écran.

Depuis 2015, elle prête notamment sa voix au personnage de Wonder Woman dans la plupart de ses apparitions. 

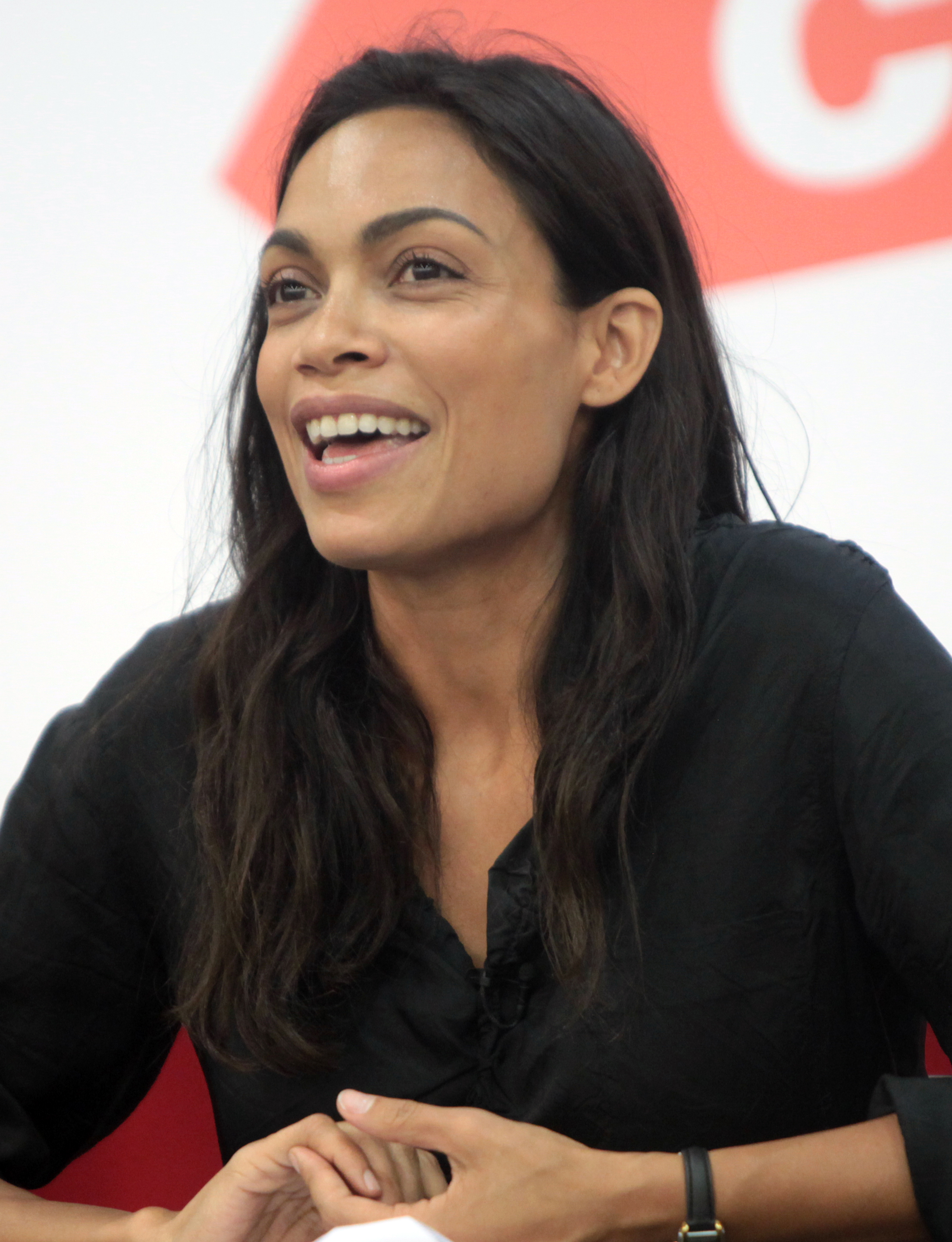
L'actrice s'exprimant au Politcon 2016 de Pasadena.

En 2017, elle revient au cinéma pour le thriller Unforgettable, dans lequel elle se dispute l'amour d'un homme avec Katherine Heigl, le film sort en salles le 21 avril 2017 aux États-Unis. Cette production ne rencontre pas le succès escompté et sort rapidement en DVD,. Un temps pressentie pour incarner le Dr Cecilia Reyes dans le spin-off d'X-men, New Mutants, Rosario Dawson quitte le projet et est remplacée par Alice Braga. Elle est ensuite choisie par William H. Macy pour porter la comédie dramatique indépendante Krystal qui lui permet d'évoluer aux côtés de William Fichtner, Kathy Bates, Felicity Huffman et T.I..
C'est ensuite vers la télévision qu'elle se replie encore une fois : elle accepte un rôle récurrent à partir de la quatrième saison de l'acclamée série tragi-comique Jane the Virgin ; rôle qu'elle reprend d'ailleurs dans la cinquième et dernière saison.
En juillet 2018, elle est annoncée pour jouer le rôle principal dans la série Briarpatch, adaptation du roman Ondes de choc de Ross Thomas. Au même moment, elle rejoint la distribution principale d'une création de Jordan Peele, l'ambitieuse série télévisée qui mélange science-fiction et comédie parodique, Weird City. Cette série d'anthologie se déroule dans un monde dystopique dont chaque épisode aborde un sujet qui rapporte à l'Amérique et au monde contemporain. Elle est l'une des têtes d'affiche aux côtés de Dylan O'Brien et Laverne Cox mais aussi Sara Gilbert et Ed O'Neill.
En janvier 2019, le réseau USA Network commande officiellement le drama anthologique Briarpatch dont elle occupe le premier rôle. La même année, elle fait son retour au cinéma dans des projets exposés, qui s'avèrent être des suites de films à succès : Elle est à l'affiche de Retour à Zombieland de Ruben Fleischer, qui fait suite à Bienvenue à Zombieland, sorti dix ans plus tôt. Puis, elle accepte de réincarner Becky pour Jay and Silent Bob Reboot. Il s'agit du 7e long métrage de l'univers de fiction View Askewniverse créé par le réalisateur-scénariste Kevin Smith.
En 2020, le site internet Slashfilm révèle qu'elle pourrait apparaître dans le rôle d'Ahsoka Tano, personnage connu de l'univers étendu Star Wars, dans la saison 2 de la série The Mandalorian,. Cette rumeur réjouit de nombreux fans puisqu'elle intervient trois ans après la publication d'un tweet demandant à l'actrice si elle souhaitait interpréter le rôle, ce a quoi elle avait répondu publiquement qu'elle serait ravie de le faire. Elle joue en effet sous les traits d'Ahsoka Tano comme le personnage central de l'épisode 5 de la saison 2 (chapitre 13) de The Mandalorian mis en ligne sur Disney+ fin novembre 2020. Dans la foulée, Disney et Lucasfilm annoncent plusieurs séries devant se dérouler dans le même cadre temporel que The Mandalorian. Parmi elles, figure Ahsoka, une série centrée sur la Jedi avec Rosario Dawson dans le rôle titre. La diffusion de celle-ci a commencé sur Disney+ le mercredi 23 août 2023.

## Vie privée
Fan de l'univers Star Trek, Rosario Dawson se déclare Trekkie, elle parle même le Klingon, langue fictive d'une espèce extraterrestre originaire de la planète Kronos (Qo'noS en klingon).
L'actrice annonce avoir adopté une petite fille de 12 ans en octobre 2014.
En mai 2017, la comédienne retrouve sa cousine Vaneza Ines Vasquez, âgée de 26 ans, sans vie à son domicile. Elle gisait, inanimée, sur le sol du rez-de-chaussée. Elle a été conduite d'urgence au St John's Medical Center, mais il était déjà trop tard pour que les secours puissent réanimer la jeune femme,.

### Relations
Au début des années 2000, les médias rapportent que Dawson fréquenterait le rappeur américain Jay-Z, tandis qu'ils sont aperçus ensemble à de nombreuses occasions,.
En 2002, la comédienne est en couple avec l'acteur canadien Joshua Jackson durant quelques mois,.
Au cours de l'année 2013, Rosario Dawson se met en relation avec le réalisateur britannique Danny Boyle, durant le tournage du film Trance,.
Début 2017 est annoncé que Rosario est en couple avec le comédien américain Eric Andre. 
En 2019, elle confirme sa relation avec l'homme politique Cory Booker.
Depuis 2022, Rosario fréquente le poète nigérian Nnamdi Okafor,.

### Engagements et philanthropie

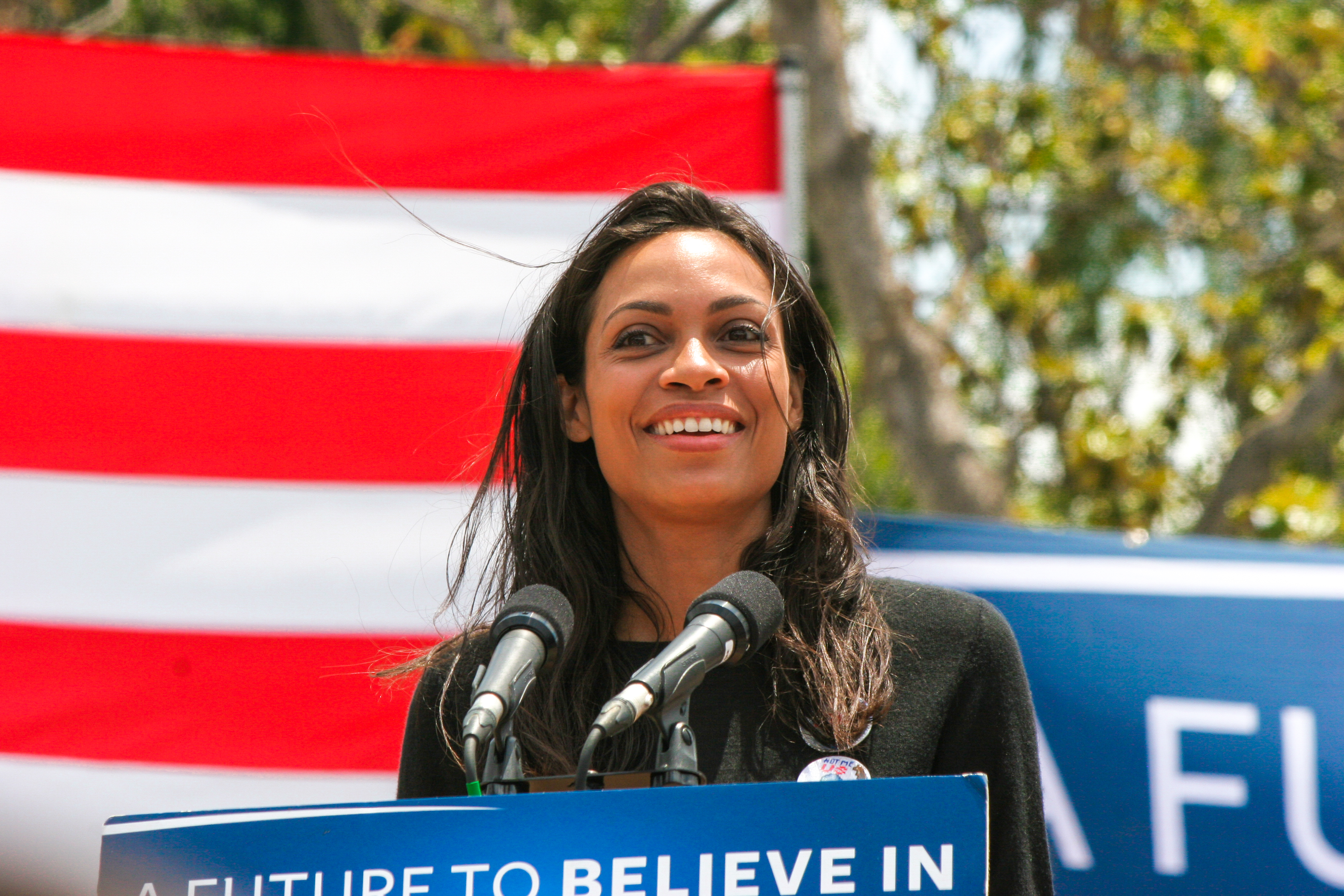
Rosario Dawson soutient la candidature de l'homme politique Bernie Sanders, pour les primaires démocrates de 2016.

En 2004, elle est arrêtée par les forces de l'ordre alors qu'elle manifestait contre le président George W. Bush.
Ouvertement démocrate, elle soutient la candidature de Barack Obama lors de son second mandat ainsi que celle de Bernie Sanders pour les primaires démocrates de 2016 et de 2020,. Le 15 avril 2016, elle figurait parmi les manifestants arrêtés au printemps de la démocratie à Washington, D.C..
Rosario n'est pas novice en matière de philanthropie, elle participe au Lower East Side Girls Club et soutient beaucoup d'autres organismes de bienfaisance tels que le groupe environnemental Global Cool, la campagne ONE, l'opération USA, mais aussi Oxfam, Amnesty International, elle défend les droits de la communauté LGBT, elle soutient le collectif Voto Latino et participe à une campagne publicitaire du service public pour Stay Close.org où elle est mise en vedette aux côtés de son oncle, Frank Jump.
À partir de 2008, elle devient la porte-parole de nombreux organismes comme le programme de philanthropie de la plateforme TripAdvisor.com's mais aussi de More Than Footprints, Conservation International, Doctors Without Borders, National Geographic Society, The Nature Conservancy, et Save The Children. Cette même année, elle a prêté sa voix à RESPECT!, un mouvement visant à prévenir la violence domestique. Elle prononce également un discours pour le site Web de Giverespect.org, soulignant l'importance du respect et en appelant à l'arrêt de la violence domestique.
En 2012, Dawson s'est associée à SodaStream International pour lancer la première édition annuelle de Unbottle the World Day, une campagne conçue dans le but de sensibiliser l'opinion publique face à l'impact des canettes et des bouteilles en plastique sur l'environnement.
Elle participe à la pièce Les Monologues du vagin pour le conseil d'administration de V-Day, un mouvement mondial à but non lucratif qui collecte des fonds contre la violence faite aux femmes grâce à ses représentations.
Son engagement souligné pour diverses causes est d'ailleurs récompensé lors de la cérémonie des Women Film Critics Circle, en 2014.

## Filmographie

### Cinéma

#### Longs métrages

##### Années 1990
- 1995 : Kids de Larry Clark : Ruby
- 1998 : He Got Game de Spike Lee : Lala Bonilla
- 1998 : Side Streets (en) de  Tony Gerber : Marisol Hidalgo
- 1999 : Light It Up de Craig Bolotin (en) : Stephanie Williams

##### Années 2000
- 2000 : La Fille de mes rêves (Down to You) de Kris Isacsson : Lana
- 2000 : King of the Jungle (en) de Seth Zvi Rosenfeld : Veronica
- 2001 : Josie et les Pussycats (Josie and the Pussycats) de Harry Elfont et Deborah Kaplan : Valerie Brown
- 2001 : Rencontres à Manhattan (Sidewalks of New York) de Edward Burns : Maria Tedesko
- 2001 : Trigger Happy de Julian West : Dee
- 2001 : Chelsea Walls d'Ethan Hawke : Audrey
- 2002 : Love in the Time of Money de Peter Mattei : Anna
- 2002 : Ash Wednesday: Le mercredi des Cendres d'Edward Burns : Grace Quinonez
- 2002 : Les 20 Premiers Millions de Mick Jackson : Alisa
- 2002 : Men in Black 2 de Barry Sonnenfeld : Laura Vasquez
- 2002 : Pluto Nash (The Adventures of Pluto Nash) de Ron Underwood : Dina Lake
- 2002 : La 25e Heure (25th Hour) de Spike Lee : Naturelle Riviera
- 2003 : This Girl's Life de Ash Baron-Cohen : Martine
- 2003 : Le Mystificateur (Shattered Glass) de Billy Ray : Andy Fox
- 2003 : Bienvenue dans la jungle (The Rundown) de Peter Berg : Mariana
- 2004 : Alexandre (Alexander) de Oliver Stone : Roxane
- 2005 : This Revolution de Stephen Marshall : Tina Santiago
- 2005 : Sin City de Robert Rodriguez et de Frank Miller : Gail
- 2005 : Rent de Chris Columbus : Mimi Marquez
- 2005 : God Sleeps in Rwanda (court métrage documentaire) de Kimberlee Acquaro (en) et Stacy Sherman : narratrice
- 2005 : The Devil's Rejects de Rob Zombie : Une infirmière (scène coupée au montage, visible dans les bonus du DVD)[45]
- 2006 : Clerks 2 de Kevin Smith : Becky
- 2006 : Il était une fois dans le Queens de Dito Montiel : Laurie
- 2007 : Boulevard de la mort (Death Proof) de Quentin Tarantino : Abernathy
- 2007 : Descent de Talia Lugacy (en) : Maya (également productrice)
- 2008 : Sept Vies (Seven Pounds) de Gabriele Muccino : Emily Posa
- 2008 : L'Œil du mal (Eagle Eye) de D. J. Caruso : Zoe Perez
- 2008 : Explicit Ills de Mark Webber : La mère de Babo
- 2009 : Killshot de John Madden : Donna
- 2009 : The Haunted World of El Superbeasto de Rob Zombie : Velvet Von Black (Voix)

##### Années 2010
- 2010 : Percy Jackson : Le Voleur de foudre (Percy Jackson and the Olympians: The Lightning Thief) de Chris Columbus : Perséphone
- 2010 : Unstoppable de Tony Scott : Connie Hooper
- 2011 : Zookeeper de Frank Coraci : Kate
- 2011 : Girl Walks into a Bar de Sebastian Gutierrez : June
- 2012 : 10 ans déjà ! (Ten Years) de Jamie Linden : Mary
- 2012 : Fire with Fire : Vengeance par le feu ou Témoin Génant de David Barrett : Talia Durham
- 2012 : Hotel Noir de Sebastian Gutierrez : June
- 2013 : Trance de Danny Boyle : Elizabeth Lamb
- 2013 : L'Arène (Raze) de Josh C. Waller : Rachel
- 2013 : Gimme Shelter de Ron Kross : June Bailey, mère de Apple
- 2014 : Sin City : J'ai tué pour elle (Sin City: A Dame to Kill For) de Frank Miller et Robert Rodriguez : Gail
- 2014 : Chavez de Diego Luna : Dolores Huerta
- 2014 : Captives d'Atom Egoyan : Nicole
- 2014 : Parts per billion de Brian Horiuchi : Mia (également productrice exécutive)
- 2014 : Top Five de Chris Rock : Chelsea Brown
- 2016 : Des Portoricains à Paris (Puerto Ricans in Paris) de Ian Edelman : Vanessa
- 2017 : Rivales (Unforgettable) de Denise Di Novi : Julia Banks
- 2017 : Krystal de William H. Macy : Krystal
- 2019 : Quelqu'un de bien (Someone Great) de Jennifer Kaytin Robinson : Hannah Davis
- 2019 : Retour à Zombieland (Zombieland: Double Tap) de Ruben Fleischer : Nevada
- 2019 : Jay et Bob contre-attaquent… encore (Jay and Silent Bob Reboot) de Kevin Smith : Reggie Faulken

##### Années 2020
- 2020 : L'Homme de l'eau (en) (The Water Man) de David Oyelowo : Mary Boone
- 2022 : Clerks 3 (Clerks III) de Kevin Smith : Becky Scott
- 2023 : Le Manoir hanté de Justin Simien : Gabbie
- 2024 : The 4:30 Movie de Kevin Smith
- 2025 : Opus de Mark Anthony Green

#### Longs métrages d'animation
- 2009 : Wonder Woman de Lauren Montgomery : Artemis
- 2009 : The Haunted World of El Superbeasto de Rob Zombie : Velvet Von Black
- 2014 : Clochette et la Créature légendaire de Steve Loter : Nyx
- 2015 : La Ligue des justiciers : Le Trône de l'Atlantide : Wonder Woman
- 2016 : Ratchet and Clank de Kevin Munroe et Jerrica Cleland : Elaris
- 2016 : La Ligue des justiciers vs. les Teen Titans : Wonder Woman
- 2017 : Justice League Dark de Jay Oliva : Wonder Woman
- 2017 : Lego Batman, le film de Chris McKay : Barbara Gordon / Batgirl
- 2018 : La Mort de Superman de Jake Castorena et Sam Liu : Wonder Woman
- 2018 : Henchmen de Adam Wood : Jolene
- 2019 : Le Règne des Supermen de Sam Liu : Wonder Woman
- 2019 : Wonder Woman: Bloodlines de Justin Copeland et Sam Liu : Wonder Woman
- 2020 : Justice League Dark: Apokolips War de Matt Peters et Christina Sotta : Wonder Woman

#### Courts métrages
- 1997 : Girls Night Out de Myra Paci
- 2005 : Little Black Dress de Talia Lugacy (en) : Haley
- 2007 : A Sentimental Conversation de Julian West : Eve
- 2010 : Awake d'Hunter Richards : Robin
- 2014 : 9 Kisses d'Elaine Constantine : une femme dans le chariot
- 2018 : Ouroboros de Erica Dasher : Naomi
- 2019 : Andy's Song de Nikki Reed : Professeur
- 2019 : Glimmer de Arianna Basco : Maman
- 2020 : Guardians of Life de Shaun Monson : Une chirurgienne

### Télévision

#### Téléfilms
- 2011 : Un combat, cinq destins (Five) d'Alicia Keys, Jennifer Aniston, Patty Jenkins, Demi Moore et Penelope Spheeris : Lili

#### Séries télévisées
- 2007 : Robot Chicken : Clara Palmer / la petite amie de Dean / femme (voix) (saison 3, épisode 8)
- 2008 : Gemini Division (en) : Anna Diaz (rôle principal - 30 épisodes, également productrice exécutive)
- 2015 - 2016 : Daredevil : Claire Temple (saison 1, 5 épisodes et saison 2, 3 épisodes)
- 2015 : Jessica Jones : Claire Temple (saison 1, épisode 13)
- 2016 - 2018 : Luke Cage : Claire Temple (saisons 1 et 2, 11 épisodes)
- 2017 : Iron Fist : Claire Temple (saison 1, 6 épisodes)
- 2017 : The Defenders : Claire Temple (saison 1, 6 épisodes)
- 2018 - 2019 : Jane the Virgin : Jane Ramos « J.R. » (saison 4 et 5, 18 épisodes)
- 2019 : Weird City : Delt (saison 1, épisode 2)
- 2019 : The North Pole : L'avocate de Benny (saison 2, épisode 1)
- 2019 - 2020 : Briarpatch : Allegra Dill (rôle principal - également productrice)
- 2020 : The Mandalorian : Ahsoka Tano (chapitre 13)
- 2021 : Dopesick : Bridget Meyer
- 2022 : Le Livre de Boba Fett : Ahsoka Tano (épisode 6)
- 2022 : DMZ : Alma « Zee » Ortega
- 2023 : Ahsoka : Ahsoka Tano (rôle principal)

#### Séries d'animation
- 2018 : Elena d'Avalor : Daria (2 épisodes)
- 2022 : Love, Death and Robots : Dr Galina Mirny saison 3, épisode 6)

### En tant que productrice
- 2019 : The Deported (documentaire)
- 2019 : Lost in America de Rotimi Rainwater (documentaire)
- 2019 : The Need to Grow (documentaire)
- 2019 : LA Woman Rising (documentaire)

### En tant que réalisatrice
- 2019 : Boundless (court métrage)

## Ludographie
- 2005 : Marc Eckō's Getting Up: Contents Under Pressure : Tina
- 2012 : Syndicate : Lily Drawl
- 2015 : Lego Dimensions : Batgirl
- 2016 : Ratchet & Clank : Elaris
- 2016 : Dishonored 2 : Billie Lurk / le capitaine Meagan Foster[46]
- 2017 : Wilson's Heart : Elsa Wolcoot
- 2017 : Dishonored : La Mort de l'Outsider : Billie Lurk
- 2019 : NBA 2K20 : Isa Ellington
- 2022 : Dying Light 2: Stay Human : Lawan

## Distinctions

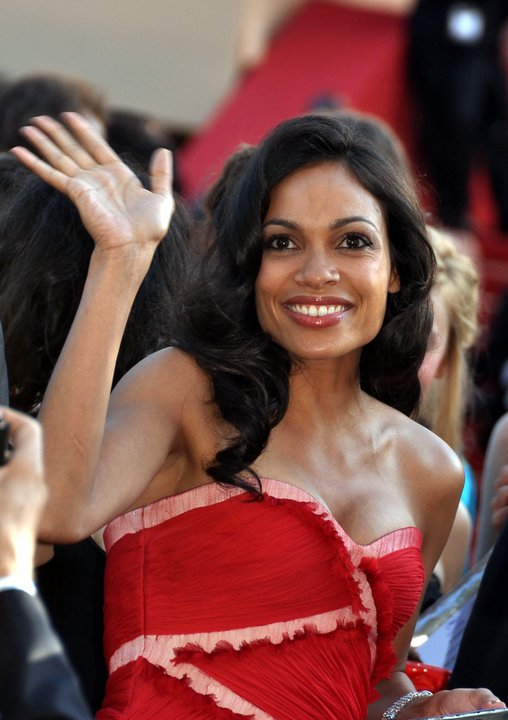
Rosario Dawson au festival de Cannes 2011.

Note : Cette section récapitule les principales récompenses et nominations obtenues par Rosario Dawson. Pour une liste plus complète, se référer au site IMDb.

### Récompenses
- American Black Film Festival 2004 : Révélation féminine
- The Stinkers Bad Movie Awards 2004 : Pire faux accent féminin pour Alexandre, prix partagé avec Angelina Jolie
- Satellite Awards 2005 : Meilleure actrice dans un second rôle pour Rent
- Sundance Film Festival 2006 : Prix de la meilleure distribution pour Il était une fois dans le Queens, prix partagé avec Robert Downey Jr., Shia LaBeouf, Chazz Palminteri, Dianne Wiest et Channing Tatum
- ShoWest Convention 2007 : Meilleure actrice dans un second rôle de l'année
- NAACP Image Awards 2009 : Meilleure actrice pour Sept vies
- The Streamy Awards 2009 : Meilleure actrice dans une série télé dramatique pour Gemini Division

- ALMA Awards 2013 : Community Service Awards pour l'ensemble de sa carrière
- ALMA Awards 2014 : Meilleur film pour Cesar Chavez, prix partagé avec Diego Luna, Michael Peña et America Ferrera
- Women Film Critics Circle 2014 : Prix de la meilleure actrice et de l'activisme pour ses divers engagements : The Lower East Side Girls Club ; le groupe environnementale Global Cool ; the ONE Campaign ; Oxfam ; Amnesty International ; Voto Latino ; V-Day, un mouvement mondial sans but lucratif qui collecte des fonds pour les femmes victimes de violences conjugales ; RESPECT! Campaign, un mouvement visant à prévenir la violence domestique ; et pour d'autres activités liées à la philanthropie.
- Behind the Voice Actor Awards 2018 : meilleure performance de doublage féminin dans un film pour Lego Batman, le film

### Nominations
- Black Reel Awards 2000 : Meilleure actrice pour Light It Up
- NAACP Image Awards 2000 : Meilleure actrice pour Light It Up
- Teen Choice Awards 2001 : Meilleure interprétation féminine pour Josie et les Pussycats
- Black Reel Awards 2003 : Meilleure actrice pour La 25e Heure
- ALMA Awards 2006 : Meilleure actrice dans un second rôle pour Rent
- Black Movie Awards 2006 : Meilleure actrice dans un second rôle pour Rent
- Black Reel Awards 2006 :
  - Meilleure actrice dans un second rôle pour Sin City
  - Meilleure actrice pour Rent
- Broadcast Film Critics Association Awards 2006 :
  - Meilleure distribution pour Sin City
  - Meilleure distribution pour Rent
  - Meilleure chanson pour Rent, nomination partagée pour la chanson Seasons of Love
- MTV Movie Awards 2006 : Meilleur baiser pour Sin City, nomination partagée avec Clive Owen
- NAACP Image Awards 2006 : Meilleure actrice pour Rent
- ALMA Awards 2009 : Meilleure actrice pour Sept Vies
- BET Awards 2009 :
  - Meilleure actrice pour Sept Vies
  - Meilleure actrice pour L'Œil du mal

- Scream Awards 2010 : Meilleur caméo pour Percy Jackson : La Mer des Monstres
- Teen Choice Awards 2010 : Meilleure actrice dans un film d'aventure pour Percy Jackson : La Mer des Monstres
- ALMA Awards 2011 : Meilleure actrice dramatique pour Unstoppable
- Teen Choice Awards 2011 :
  - Meilleure actrice dans un film d'action pour Unstoppable
  - Meilleure actrice dans une comédie pour Zookeeper - Le Héros des animaux
- Black Reel Awards 2012 : Meilleure actrice dans un téléfilm ou une mini série pour Un combat, cinq destins
- Imagen Awards 2012 : Meilleure actrice à la télévision pour Un combat, cinq destins
- NAACP Image Awards 2012 : Meilleure actrice dans un téléfilm ou une mini série dramatique pour Un combat, cinq destins
- NAMIC Vision Awards 2012 : Meilleure actrice dramatique pour Un combat, cinq destins
- Black Reel Awards 2014 : Meilleure actrice pour Trance
- Imagen Awards 2014 : Meilleure actrice dans un second rôle pour Cesar Chavez
- Black Reel Awards 2015 : Meilleure actrice pour Top Five
- Imagen Awards 2015 : Meilleure actrice pour Top Five
- MTV Movie Awards 2015 : Meilleur moment WTF pour Top Five, nomination partagée avec Anders Holm
- Black Reel Awards 2017 : Meilleure actrice dans un second rôle pour Luke Cage
- Black Reel Awards for Television 2018 : meilleure actrice dans un second rôle pour The Defenders

## Voix francophones
En version française, Rosario Dawson est doublée à titre exceptionnel entre 1998 et 2004 par Laurence Crouzet dans He Got Game, Cécile van Grieken dans Josie and the Pussycats, Vanina Pradier dans La 25e Heure, Brigitte Virtudes dans Bienvenue dans la jungle et Mylène Wagram dans Alexandre.
Dans un premier temps, elle est notamment doublée entre 2005 et 2014 par Sara Martins dans Sin City, Clerks 2, Trance et Sin City : J'ai tué pour elle, qui la retrouvera en 2017 pour Rivales et en 2022 pour Clerks 3, ou encore par Géraldine Asselin entre 2008 et 2014 dans L'Œil du mal, Gimme Shelter et Top Five. Magaly Berdy la double en 2002 et 2009 dans Pluto Nash et Sept vies tandis qu'elle est doublée à titre exceptionnel entre 2007 et 2012 par Marjorie Frantz dans Boulevard de la mort, Dorothée Pousséo dans Killshot, Julie Basecqz dans 10 ans déjà ! et Célia Torrens dans Fire with Fire : Vengeance par le feu
La doublant une première fois en 2002 dans Men in Black 2, puis au début des années 2010 dans Percy Jackson : Le Voleur de foudre, Unstoppable et Zookeeper, Annie Milon devient au milieu des années 2010 sa voix régulière. Elle la retrouve notamment dans les séries Marvel / Netflix The Defenders, Quelqu'un de bien, Retour à Zombieland, Briarpatch, L'Homme de l'eau (en) ou encore Dopesick. En parallèle, elle est doublée par Olivia Luccioni dans les œuvres Star Wars et Sophie Riffont dans Jane the Virgin.
En version québécoise, elle est régulièrement doublée par Hélène Mondoux qui est sa voix dans Josie et les Pussycats, Hommes en noir 2, Commis en folie II, Sept vies, Déjà 10 ans, Le Gardien du zoo, La captive, Rivales ou encore Zombieland : Le doublé.
Elle est également doublée par Marie-Lyse Laberge-Forest dans Alexandre, Une histoire de Sin City, À l'épreuve de la mort et Sin City : J'ai tué pour elle, ainsi qu'à titre exceptionnel par Violette Chauveau dans La Fille de mes rêves, Geneviève Désilets dans Le Traqueur et Camille Cyr-Desmarais dans Rent.